# Asian (Katze)
Asian ist der Name einer britischen Katzenrasse. Sie wird auch Malayan genannt.

## Entstehung

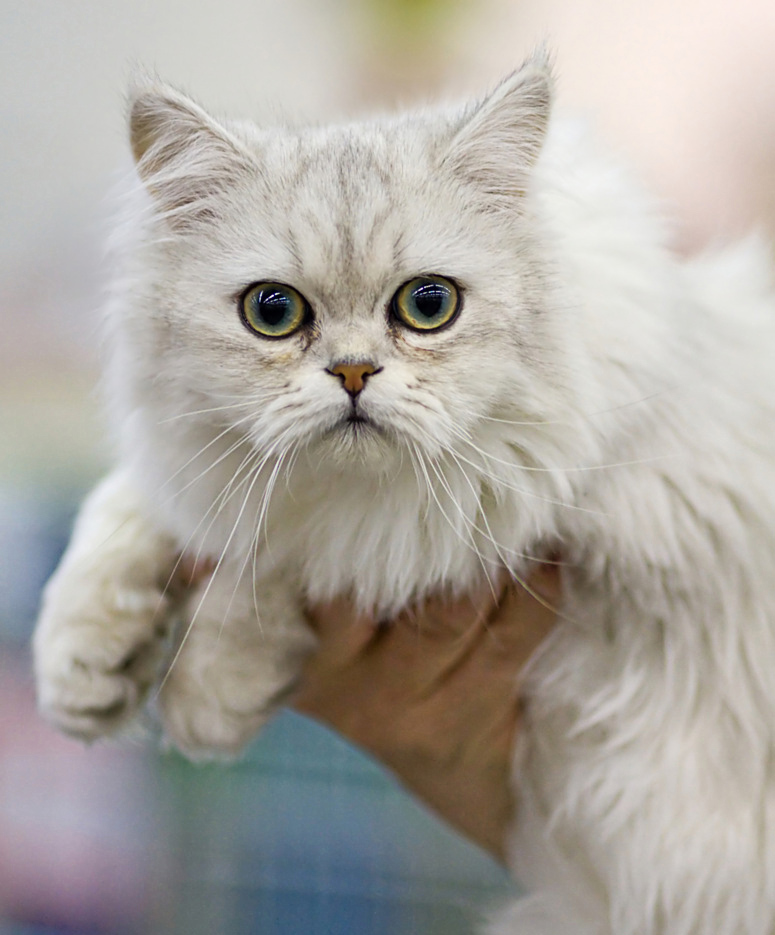
Eine Halblanghaar-Asian

Die Asian entstand in den 1980ern im Vereinigten Königreich aus einer nicht beabsichtigten Kreuzung zwischen Perser und Burma. Ein Wurf von vier Jungen wurde von der Züchterin Miranda von Kirchberg als Basis zur Kreation einer neuen Rasse genutzt.

## Aussehen
Die Asian soll vor allem elegant sein. Dabei soll sie zwischen vier bis acht Kilogramm wiegen. Sie hat einen stämmigen Körper mit verhältnismäßig kleinen und zierlichen Beinen und Pfoten. Das Gesicht soll keilförmig mit ausgeprägten Wangenknochen und Kinn sein. Das erlaubte Farbspektrum für die orientalischen Augen liegt zwischen gelb und bernsteinfarben. Die großen Ohren sollen weit auseinanderstehen.

## Charakter
Im Allgemeinen gilt die Asian als sehr temperamentvoll. Sie ist intelligent, neugierig und verspielt und zudem äußerst aktiv. Sie ähnelt sehr der Burma.